# Scraptia straminea
Scraptia straminea là một loài bọ cánh cứng trong họ Scraptiidae. Loài này được Peyerimhoff miêu tả khoa học năm 1931.